# Jim McCarty (guitariste)
 (octobre 2022).
Si vous disposez d'ouvrages ou d'articles de référence ou si vous connaissez des sites web de qualité traitant du thème abordé ici, merci de compléter l'article en donnant les références utiles à sa vérifiabilité et en les liant à la section « Notes et références ».
Pour les articles homonymes, voir Jim McCarty.
James McCarty, dit Jim, est un guitariste américain de blues rock né en 1945 à Détroit (Michigan).

## Biographie
James McCarty a tout d'abord joué avec Mitch Ryder and the Detroit Wheels, puis le Buddy Miles Express, avant de rejoindre à partir de 1969 le groupe Cactus, concurrent affiché de Led Zeppelin.
Jim McCarty a aussi enregistré des parties de guitare pour Jimi Hendrix et Bob Seger. Il est considéré comme un des pionniers du hard rock aux côtés de Jimmy Page. Comme ce dernier, le style de McCarty est très inspiré du Blues et néanmoins très agressif. Il est reconnu pour avoir influencé nombre de guitaristes qui voulaient jouer dans cette veine : il demeure l'un des guitaristes les plus estimés de la génération hard rock des années 1970. Cependant, il n'est pas aussi célèbre que d'autres musiciens de Detroit comme Fred "Sonic" Smith ou Ron Asheton.

## Discographie
Avec le Buddy Miles Express
- Expressway to Your Skull (1968)
- Electric Church          (1969)

Avec Cactus
- Cactus                   (1970)
- One Way... Or Another    (1971)
- Restrictions             (1971)
- V                        (2005)

Avec The Rockets
- Love Transfusion            (1977)
- Rockets (Turn Up the Radio) (1979)
- No Ballads                  (1980)
- Back Talk                   (1981)
- Rocket Roll                 (1982)
- Live Rockets                (1983)

Avec Mystery Train
- Love Lost